# Ежегодная выставка новых произведений петербургских художников «Петербург»
Ежегодная выставка новых произведений петербургских художников «Петербург» — выставка, ежегодно проходившаяся в центральном выставочном зале «Манеж» с 1993 по 2013 год.

## История
В выставке мог принять участие любой художник, проживающий в Петербурге, независимо от образования, принадлежности к творческим союзам, возраста и пр. Отбор работ осуществлялся выставкомом. Участвовала одна работа последнего года, что позволяло одновременно показать до пятисот авторов. Выставка проходила в течение января. Куратором выставки была заведующая отделом новейших течений Лариса Скобкина. Каждая выставка сопровождалась каталогом. В каталоге имелись данные по каждой работе (Ф.И.О. художника, год рождения, название работы, техника исполнения), фотографии работ, получивших диплом предыдущей выставки, а также новые статьи по искусству, проза и поэзия петербургских авторов. В январе 2013 года прошла юбилейная выставка «Петербург. 20-летие», которая была объявлена последней.

## Участники выставки

### Художники (1993—2010, выборочно)
- Е.Антипова,
- М. Аникушин,
- З. Аршакуни,
- Рихард Васми,
- Анатолий Басин,
- И. Баскин,
- А. Борков,
- Р. Вовкушевский,
- В. Долгополов,
- В. Тетерин,
- Е. Костенко,
- Шолом Шварц,
- Владимир Шагин,
- Б. Калаушин,
- Г. Молчанов,
- Вадим Овчинников,
- Тимур Новиков,
- Л. Нисенбаум,
- В. Тюленев,
- Л. Эйдлин,
- Н. Кошельков,
- В. Матюх,
- Игорь Иванов,
- Юрий Нашивочников,
- Василий Юзько,
- Сергей Сиверцев,
- Г. Устюгов,
- Г. Богомолов,
- В.Видерман,
- В. Мишин,
- А. Маслов,
- В. Громов,
- Ж. Бровина,
- В. Левитин,
- В. Герасименко,
- Ю. Галецкий,
- А. Белкин,
- Б. Козлов,
- В. Воинов,
- Е. Орлов,
- Е. Фигурина,
- Владимир Духовлинов,
- «Старый город»,
- Армен Аветисян,
- Боб Кошелохов,
- В. Овчинников,
- О. Котельников,
- О. Фронтинский,
- И. Кириллова,
- «митьки»,
- В. Лукка,
- В. Михайлов,
- Ф. Волосенков,
- Дмитрий Каминкер,
- Л. Колибаба,
- Г. Егошин,
- Н. Кочуков,
- И. Венкова,
- М. Харламова,
- К. Суворова,
- В. Прошкин,
- А. Агабеков,
- В. Жуков,
- Л. Сморгон,
- В. Поварова,
- Л.Ткаченко,
- В.Рахина,
- Б.Шаманов,
- Г. Савинов,
- Т.Федорова,
- Г. Писарева,
- А. Заславский,
- Р. Доминов,
- Е. Ротанов,
- И. Ярошевич,
- И.Зисман,
- Л. Куценко,
- Г. Корнилов,
- М. Копылков,
- Н. Копейкин,
- Д. Шагин,
- В. Шинкарев,
- О. Флоренская,
- А. Флоренский,
- К. Миллер,
- С. Бугаев,
- Л. Богомолец,
- А. Парыгин,
- Сергей Пен,
- Михаил Карасик,
- Анна Жёлудь,
- Андрей Чежин,
- Владимир Кустов
- Елена Колобова
- и др.

### Рок-музыканты
- Борис Гребенщиков,
- Дюша Романов (Аквариум),
- Андрей Кагадеев (НОМ),
- Сергей Шнуров (Ленинград),
- Эдмунд Шклярский(Пикник),
- Вадим Курылёв (ДДТ),
- Андрей Князев (Король и шут)
- и др.

### Актёры
- Сергей Дрейден,
- Сергей Барышев,
- Игорь Григорьев
- и другие.

Среди постоянных участников выставки — мастера "Газа-Невской культуры", участники «школы О. А. Сидлина», «Стерлиговцы», «Митьки», члены ленинградского Союза художников, члены товарищества художников Арт-центр «Пушкинская, 10», обитатели «Деревни художников», молодые художники.

## Содержание выставки
Выставка содержала: живопись, графику, скульптуру, фотографию, декоративно-прикладное искусство, инсталляции и пр.
В программе выставки были поэтические чтения, дни перформанса, видеопоказы, теоретические конференции, презентации книг, спектакли, концерты.
Помимо основной экспозиции, выставка включала в себя «вставные мини выставки»: «Юбиляры», «Фотомарафон», «Молодая российская фотография», «Художники Израиля», «Художники Австралии», «Глюкля и Цапля», «Конкурс на создание проекта памятника И. Бродскому», «Новая архитектура Петербурга», «Фотодепартамент», «Художники ЛФЗ» и др. Показывали свои спектакли театры «Лицедеи» и «АХЕ», актёры Сергей Дрейден, Борис Понизовский, Роберт Городецкий и др.

## Дополнения
Выставка традиционно проходила в начале январе. В просторечии выставка «Петербург» также называлась «Рождественская выставка», «Весь Петербург», «Отчётная выставка».